# Осејџ (Ајова)
Осејџ (енгл. Osage) град је у америчкој савезној држави Ајова. По попису становништва из 2010. у њему је живело 3.619 становника.

## Демографија
Према попису становништва из 2010. у граду је живело 3.619 становника, што је 168 (4,9%) становника више него 2000. године.
| Група             | 2000.         | 2010.         |
| Белци             | 3.412 (98,9%) | 3.532 (97,6%) |
| Афроамериканци    | 6 (0,2%)      | 9 (0,2%)      |
| Азијати           | 4 (0,1%)      | 10 (0,3%)     |
| Хиспаноамериканци | 25 (0,7%)     | 48 (1,3%)     |
| Укупно            | 3.451         | 3.619         |